# レーネ県
レーネ県（エストニア語：Lääne maakond）は、エストニアを構成する15の県の一つである。エストニア北西部に位置し、西にバルト海に面する。